# Ride Captain Ride
Ride Captain Ride je píseň od skupiny Blues Image. Je to první (a jediný) hit skupiny. Píseň napsali zpěvák a kytarista Mike Pinera a klávesista Frank "Skip" Konte. Skupina Blood, Sweat & Tears vydala v roce 1975 na svém albu New City coververzi této písně. Roku 2016 byla píseň použita v epizodě Yesterday Once More seriálu Vinyl.